# 制裁者
制裁者（英語：Punisher），是美國漫威漫畫旗下一位虛構的反英雄，本來是蜘蛛人系列配角中獨立出來重新再塑造的角色，在漫威漫畫眾超級英雄中以作風血腥殘酷而有相當多的讀者人氣。

## 出身
法蘭克·卡索（Frank Castle）是一名從美國海軍陸戰隊出身的軍人，從越南戰爭退伍後擔任部隊的訓練教官，某日與妻兒在公園聚餐時因目睹黑道的私刑事件而一家三口當場慘遭黑道開槍滅口，僥倖傷重未死的法蘭克在出院後運用自己的情報系統找出殺害妻兒的兇手並訴諸法律，但黑道卻以各種管道和法律漏洞逃過制裁，對司法徹底感到絕望的法蘭克為了替妻兒報仇，決定以自己的方式訴諸武力來替妻兒討回公道，並且對於任何罪犯都採取殺無赦的制裁手段。

## 能力與行為
身為平凡人的法蘭克並不像其他英雄們一樣擁有強大的超能力，主要憑藉著在特殊部隊學到的拷問技巧來逼問所需要的情報，並以在軍隊中受過的訓練和身手應對被他盯上的犯罪者。平時戰鬥時會攜帶各式步槍、狙擊槍、衝鋒槍、手槍和戰鬥刀，甚至擁有綠惡魔的南瓜炸彈和滑翔機，還有一條八爪博士的觸手。另外制裁者本身可完全掌控自己的心靈意識和良知、因此也不會受到心靈控制。
跟一般超級英雄最大的不同地方在於，法蘭克對待犯罪者不擇手段而噬血無情，只要是犯罪者一律殺無赦。不計後果的使用各種暗殺手段，甚至是直接性的火力鎮壓，乃至於將整個幫派屠殺殆盡都是其時常採用的方法。這點也體現在他最著名的一句口頭禪「如果你有罪，就死定了」（If you're guilty, you're dead）。也因此在所有超級英雄中，他是少數被政府通緝的頭號危險人物。漫威漫畫旗下的多數超級英雄對他都避而遠之，不將他視為超級英雄的一份子，即使是經常與他合作的蜘蛛人、夜魔俠和惡靈戰警等幾位超級英雄也常跟他在行事上起衝突，與死侍之間的關係更是到了水火不容的地步，因此制裁者與早期的金鋼狼一樣常被其他人稱為一名反英雄。

## 其他媒體

### 電視
- 漫威電影宇宙：由強·柏恩瑟飾演法蘭克·卡索（英语：Frank Castle (Marvel Cinematic Universe)）。
  - 《夜魔俠》（2015年）：於第二季登場[2]。
  - 《制裁者》（2017年）
  - 《夜魔俠：重生》第一季（2025年）

### 電影
- 惩罚者系列电影
  - 《惩罚者》（1989年）：由杜夫·朗格飾演法蘭克。
  - 《神鬼制裁》（2004年）：由湯瑪斯·傑恩飾演法蘭克。
  - 《惩罚者2：战争特区》（2008年）：由雷·史蒂文森飾演法蘭克。
- 漫威電影宇宙：由強·柏恩瑟回歸飾演法蘭克·卡索。
  - 《蜘蛛人：重生日》（2026年）[3]

### 電子遊戲
- 《The Punisher (1990年電玩遊戲)》（1990年，LJN出品；NES、Amiga、GB）
- 《制裁者》（1993年；CAPCOM）
- 《制裁者（英语：The Punisher (2004 video game)）》（2004年；PS2、PC、Xbox）
- 《The Punisher: No Mercy (2009年電玩遊戲)》（2009年；PS3）
- 《漫威英雄 Online》：玩家創角時可選擇制裁者為遊戲角色，或另付費購買。由馬克·瓦登配音[4]。
- 《漫威：未來之戰》：手機遊戲，制裁者是玩家可使用角色之一。
- 《漫威：未來革命》
- 《漫威爭鋒》：由比爾·米爾塞普（Bill Millsap）配音。

## 盟友
- 夜魔俠
- 死侍
- 蜘蛛侠
- 美国队长
- G. W. 布里吉（英语：G. W. Bridge）
- 雷切爾·科爾 - 阿爾維斯（英语：Rachel Cole-Alves）
- 狂暴（英语：Rampage (Marvel Comics)）
- 琳恩·邁克爾斯（英语：Lynn Michaels）
- 米奇·馮多茲（英语：Mickey Fondozzi）
- 微芯片（英语：Microchip (comics)）
- 馬丁·索普（英语：Martin Soap）
- 尼克·福瑞
- 法外者（英语：Outlaw (comics)）

## 敵人
- 金梭魚（英语：Barracuda (comics)）
- 靶眼
- 劊子手（英语：Bushwacker (comics)）
- 損害（英语：Damage (Marvel Comics)）
- 殺手（英语：Hitman (Marvel Comics)）
- 紅兜帽（英语：Hood (comics)）
- 拼圖人（英语：Jigsaw (Marvel Comics)）
- 金霸王
- 負極先生
- 锤头（英语：Hammerhead (comics)）
- 高貢女士（英语：Lady Gorgon）
- 生命體（英语：Advanced Idea Mechanics#Members_and_agents）
- 格努奇夫人（英语：Ma Gnucci）
- 奧利維爾（英语：Olivier (comics)）
- 速战（英语：Rapido (comics)）
- 教士大人（英语：Rev (comics)）
- 俄羅斯人（英语：Russian (comics)）
- 薩拉森（英语：Saracen (comics)）
- 狙擊手（英语：Sniper (comics)）
- 荊棘（英语：List_of_Marvel_Comics_characters:_T#Thorn）

## 外部連結
- 漫画书数据库：The Punisher